# Neufgrange
Neufgrange és un municipi francès, situat al departament del Mosel·la i a la regió del Gran Est. L'any 2007 tenia 1.352 habitants.

## Demografia

### Població
El 2007 la població de fet de Neufgrange era de 1.352 persones. Hi havia 528 famílies, de les quals 116 eren unipersonals (56 homes vivint sols i 60 dones vivint soles), 194 parelles sense fills, 190 parelles amb fills i 28 famílies monoparentals amb fills.
La població ha evolucionat segons el següent gràfic:
Habitants censats

### Habitatges
El 2007 hi havia 715 habitatges, 551 eren l'habitatge principal de la família, 135 eren segones residències i 30 estaven desocupats. 505 eren cases i 52 eren apartaments. Dels 551 habitatges principals, 480 estaven ocupats pels seus propietaris, 59 estaven llogats i ocupats pels llogaters i 12 estaven cedits a títol gratuït; 3 tenien una cambra, 17 en tenien dues, 46 en tenien tres, 100 en tenien quatre i 385 en tenien cinc o més. 501 habitatges disposaven pel capbaix d'una plaça de pàrquing. A 200 habitatges hi havia un automòbil i a 306 n'hi havia dos o més.

### Piràmide de població
La piràmide de població per edats i sexe el 2009 era:
| Homes | Edats   | Dones |
| ----- | ------- | ----- |
| 0     | 95 o +  | 0     |
| 0     | 90 a 94 | 0     |
| 0     | 85 a 89 | 8     |
| 0     | 80 a 84 | 0     |
| 16    | 75 a 79 | 24    |
| 20    | 70 a 74 | 28    |
| 32    | 65 a 69 | 24    |
| 44    | 60 a 64 | 40    |
| 44    | 55 a 59 | 40    |
| 80    | 50 a 54 | 68    |
| 44    | 45 a 49 | 52    |
| 76    | 40 a 44 | 68    |
| 40    | 35 a 39 | 52    |
| 44    | 30 a 34 | 28    |
| 52    | 25 a 29 | 24    |
| 36    | 20 a 24 | 20    |
| 72    | 15 a 19 | 40    |
| 48    | 10 a 14 | 40    |
| 20    | 5 a 9   | 24    |
| 32    | 0 a 4   | 24    |

## Economia
El 2007 la població en edat de treballar era de 918 persones, 660 eren actives i 258 eren inactives. De les 660 persones actives 618 estaven ocupades (345 homes i 273 dones) i 42 estaven aturades (14 homes i 28 dones). De les 258 persones inactives 102 estaven jubilades, 63 estaven estudiant i 93 estaven classificades com a «altres inactius».

### Ingressos
El 2009 a Neufgrange hi havia 554 unitats fiscals que integraven 1.404 persones, la mediana anual d'ingressos fiscals per persona era de 21.363 €.

### Activitats econòmiques
Dels 28  establiments que hi havia el 2007, 1 era d'una empresa alimentària, 5 d'empreses de fabricació d'altres productes industrials, 6 d'empreses de construcció, 4 d'empreses de comerç i reparació d'automòbils, 1 d'una empresa de transport, 2 d'empreses d'hostatgeria i restauració, 1 d'una empresa d'informació i comunicació, 1 d'una empresa financera, 1 d'una empresa immobiliària, 4 d'empreses de serveis, 1 d'una entitat de l'administració pública i 1 d'una empresa classificada com a «altres activitats de serveis».
Dels 7 establiments de servei als particulars que hi havia el 2009, 1 era una oficina bancària, 1 guixaire pintor, 2 fusteries, 1 lampisteria, 1 electricista i 1 perruqueria.
L'únic establiment comercial que hi havia el 2009 era una fleca.
L'any 2000 a Neufgrange hi havia 9 explotacions agrícoles.

## Equipaments sanitaris i escolars
El 2009 hi havia 1 escola maternal integrada dins d'un grup escolar amb les comunes properes formant una escola dispersa i 1 escola elemental integrada dins d'un grup escolar amb les comunes properes formant una escola dispersa.

## Poblacions més properes
El següent diagrama mostra les poblacions més properes.